# Kopanka (województwo małopolskie)
Kopanka – wieś w Polsce położona w województwie małopolskim, w powiecie krakowskim, w gminie Skawina.
Wieś leży w odległości 3 kilometrów od Skawiny.
W latach 1975–1998 miejscowość administracyjnie należała do województwa krakowskiego.

Integralne części miejscowości: Kopanka Druga, Kopanka Pierwsza, Przeryta.